# Маргарита Австрийская (1536—1567)
Маргарита Австри́йская (нем. Margarethe von Österreich; 16 февраля 1536, Инсбрук, эрцгерцогство Австрия — 12 марта 1567, Халль-ин-Тироль, эрцгерцогство Австрия) — принцесса из дома Габсбургов, урождённая эрцгерцогиня Австрийская, принцесса Богемская и Венгерская, дочь Фердинанда I, императора Священной Римской империи, короля Чехии и Венгрии. Участвовала в основании монастыря Святейшего Сердца в Халль-ин-Тироле.

## Биография
Маргарита Австрийская родилась в Инсбруке 16 февраля 1536 года. Она была девятым ребёнком и седьмой дочерью в многодетной семье императора Фердинанда I и Анны Богемской и Венгерской, принцессы из дома Ягеллонов. По линии отца эрцгерцогиня приходилась внучкой Филиппу I, королю Кастилии и герцогу Бургундии под именем Филиппа IV и Хуане I, королеве Кастилии и Леона и королеве Арагона, инфанте из дома Трастамара. По линии матери она была внучкой Владислава II, короля Чехии и Венгрии и Анны де Фуа, дамы из дома Фуа.
Во время Аугсбургского рейхстага 1550 года братья — император Карл V и будущий император Фердинанд I, договорились о преемственности в империи. Посредником на переговорах была их сестра венгерская и чешская королева Мария, которая предложила брак Маргариты, дочери Фердинанда с будущим испанским королём Филиппом II, сыном Карла V. Однако этот план был отклонен в ходе переговоров о преемнике.
Вместе со старшей сестрой Магдалиной, выразила желание остаться незамужней и основать монастырь для аристократок и простолюдинок, стремившихся к благочестивой жизни вне мира. Отец был против решения дочерей. Вскоре к Магдалине и Маргарите присоединилась их младшая сестра Елена, для которой из-за слабого здоровья вступление в брак казалось невозможным. Три сестры образовали при дворе благочестивую общину, в которой подвизались по составленному для них духовниками правилу.
Уже после вступления в монастырь и до завершения его строительства, Маргарита умерла 12 марта 1566 года. В 1572 году останки эрцгерцогини перезахоронили в иезуитской церкви в Халль-ин-Тироле.